# Браилов (посёлок городского типа)
Браи́лов (укр. Браїлів) — город в Жмеринском районе Винницкой области Украины.

## Географическое положение
Находится на реке Ров (приток Южного Буга).

## История
Поселение возникло в XV веке.
В XVI—XVII веках Браилов, как и многие другие земли в то время, делили между собой войска Речи Посполитой и турецкого султана, затем поселок становится сотенным городком Брацлавского полка.
В 1767—1768 годах Франциском Салезием Потоцким в Браилове был построен монастырь тринитариев. В 1832 году он был преобразован в православный приход. С 1845 года в его зданиях располагается Свято-Троицкий женский монастырь.
После второго раздела Речи Посполитой в 1793 году селение вошло в состав Винницкого уезда Подольской губернии Российской империи.
Было центром Браиловской волости.
В 1868 году здесь поселилось знатное семейство инженера по железным дорогам Карла фон Мекка. Жена инженера Надежда фон Мекк была известной российской меценаткой, именно благодаря ей в Браилове появился военный лазарет, небольшая церквушка Всех Святых, создан большой парк и несколько озёр. Имению фон Мекков Пётр Ильич Чайковский посвятил цикл из трёх пьес для скрипки и фортепиано «Воспоминание о дорогом месте», созданный в усадебном доме этого поместья в 1878 году, и опубликованный в 1879 году.
В 1879 году в селении насчитывалось 3 тыс. жителей, действовали винокуренный завод и сахарный завод.
В 1891 году Браилов был местечком, в котором насчитывалось 600 дворов и 5 тыс. жителей, здесь действовали винокуренный завод, сахарный завод, известковый завод, кирпичный завод, три водяные мельницы, одноклассное народное училище, женское трёхклассное училище (при Благовещенском женском монастыре), почтово-телеграфное учреждение, железнодорожная станция, две православные церкви, католический костёл с каплицей, а также три еврейских молитвенных дома.
15 декабря 1917 года в окрестностях Браилова произошли столкновения между украинскими и большевистскими войсками, 2-й дивизией корпуса Скоропадского и бывшими отрядами 2-го гвардейского корпуса РИА соответственно, в результате чего на 10 дней было остановлено наступление большевиков на Винницу, в которой находился штаб УНР.
В 1941—1944 годах посёлок был оккупирован немецко-румынскими войсками (и включён в состав «Транснистрии»).
По состоянию на 1978 год, в посёлке действовали сахарный завод, соко-морсовый завод, комбикормовый завод, швейная фабрика, ПТУ, две общеобразовательные школы, больница, Дом культуры и две библиотеки.
В январе 1989 года численность населения составляла 5852 человека.
Начавшийся в 2008 году экономический кризис осложнил положение, и в январе 2008 года было возбуждено дело о банкротстве соко-морсового завода (позже признанного банкротом и прекратившего производственную деятельность).
По состоянию на 1 января 2013 года численность населения составляла 4750 человек.

## Транспорт
Находится в 3 км от железнодорожной станции Браилов.

## Достопримечательности
- Свято-Троицкий женский монастырь (памятник архитектуры XVIII века)[3]
- Усадьба Надежды фон Мекк (сейчас — музей П. И. Чайковского)
- Троицкий костёл
- Церковь Св. апостолов Петра и Павла (белая церковь)
- Церковь Иоанна Богослова (красная церковь)
- Хоральная синагога
- Литературно-мемориальный музей поэта В. Забаштанского
- Памятник воинам-землякам, погибшим в годы Великой Отечественной войны, скульптор А. Нименко
- Древний парк
- Круча Чайковского
- Костел с часовней на польском кладбище
- Электростанция с водопадом

## Галерея

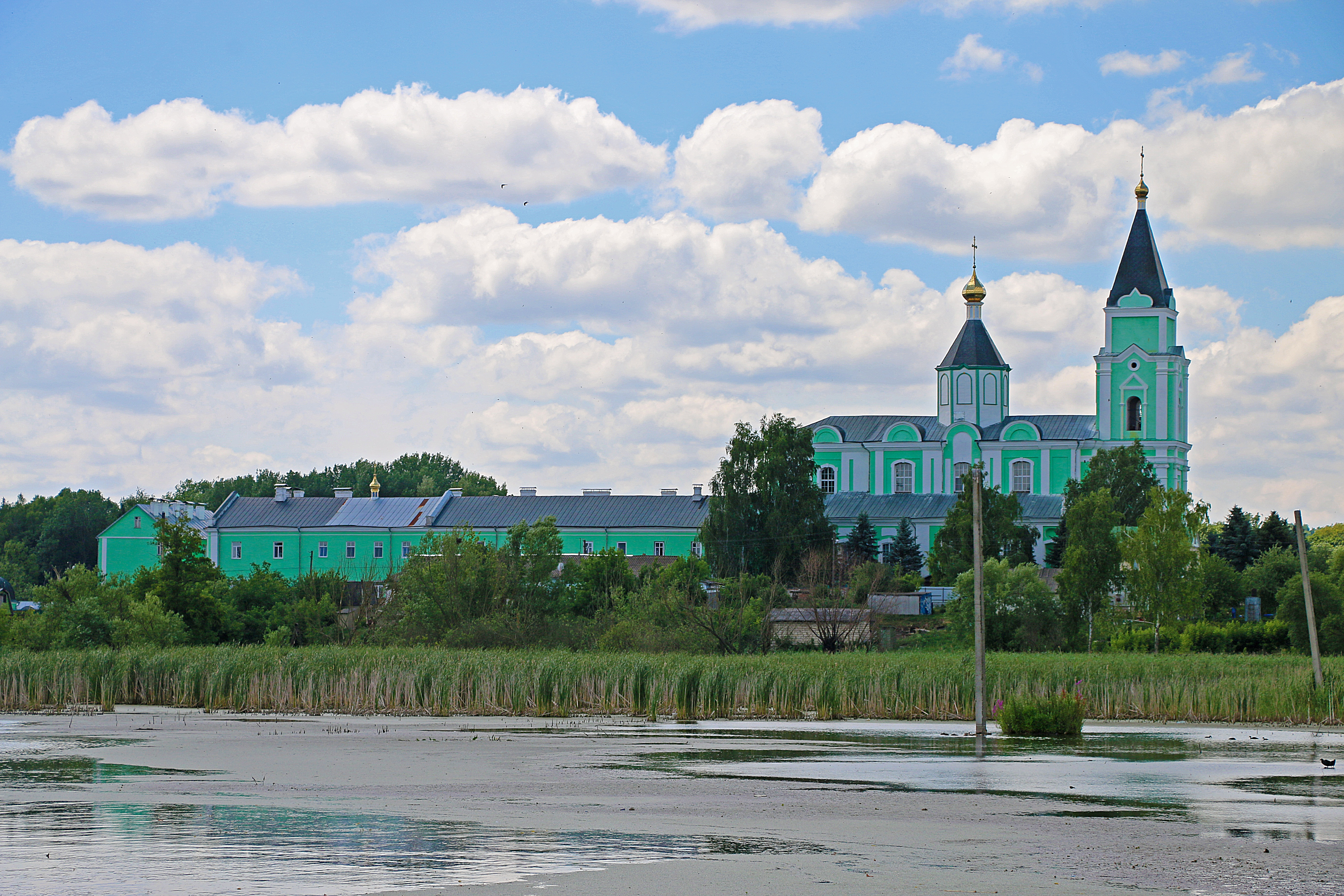
Свято-Троицкий женский монастырь
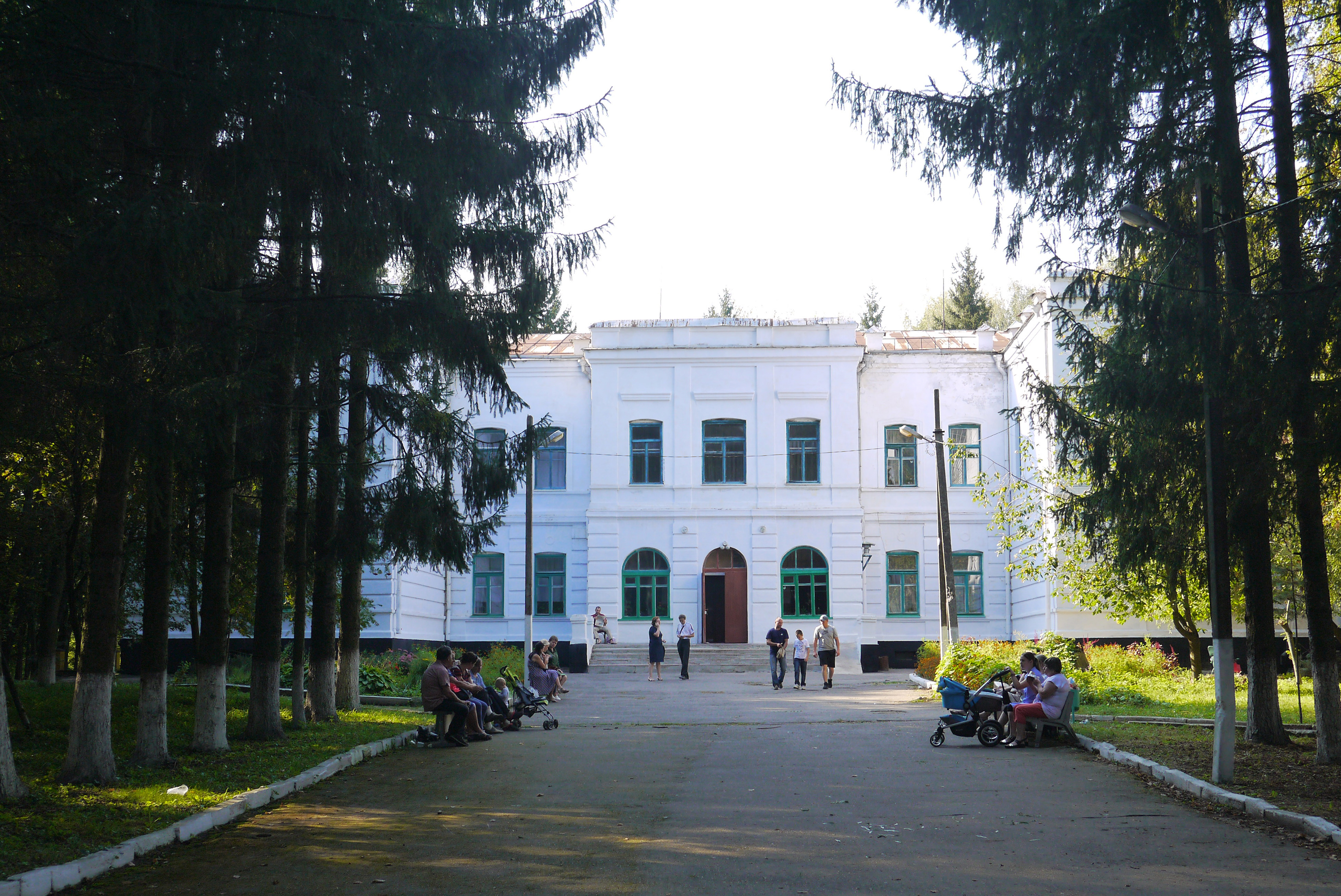
Усадьба Надежды фон Мекк
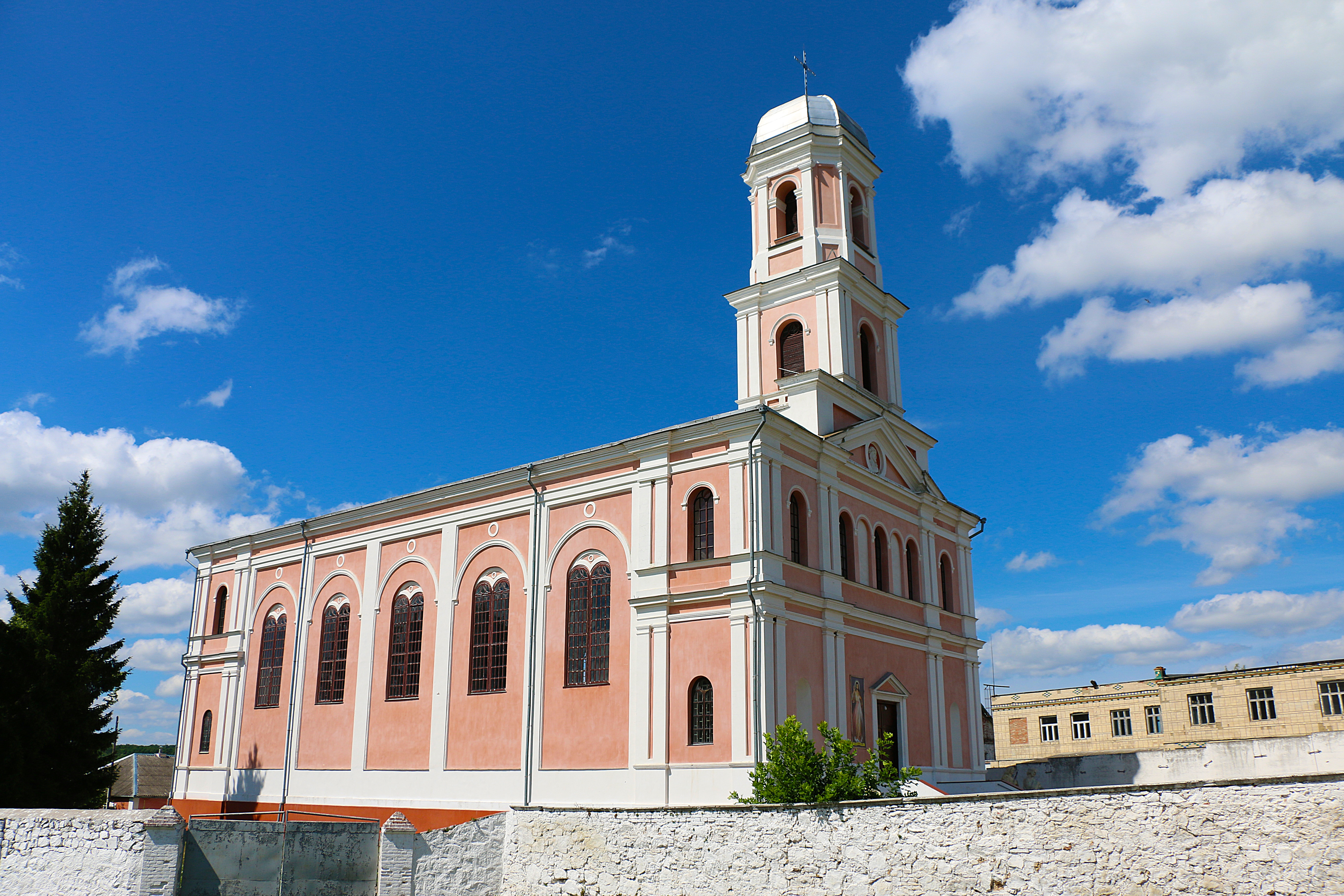
Костёл
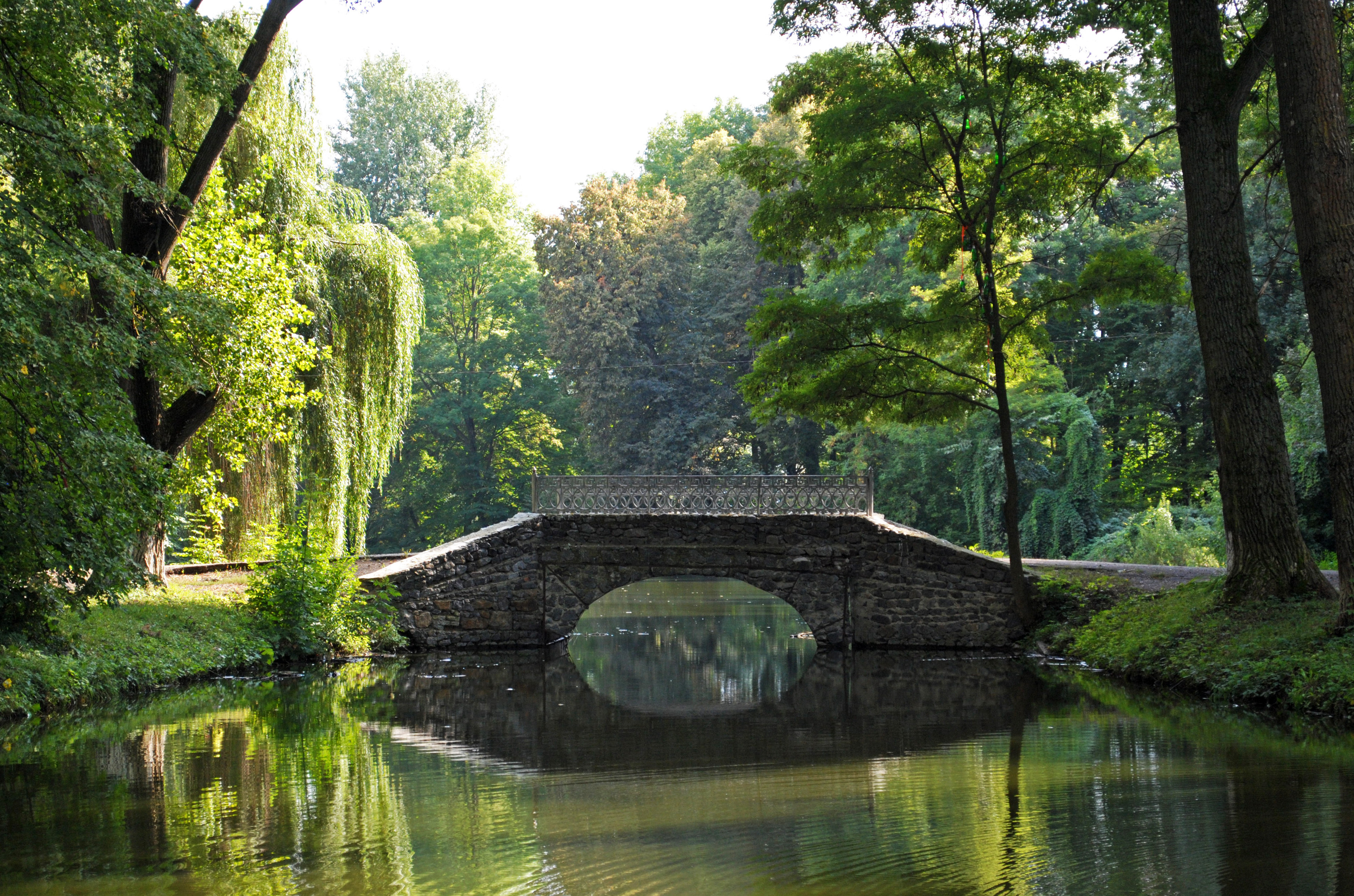
Браиловский парк
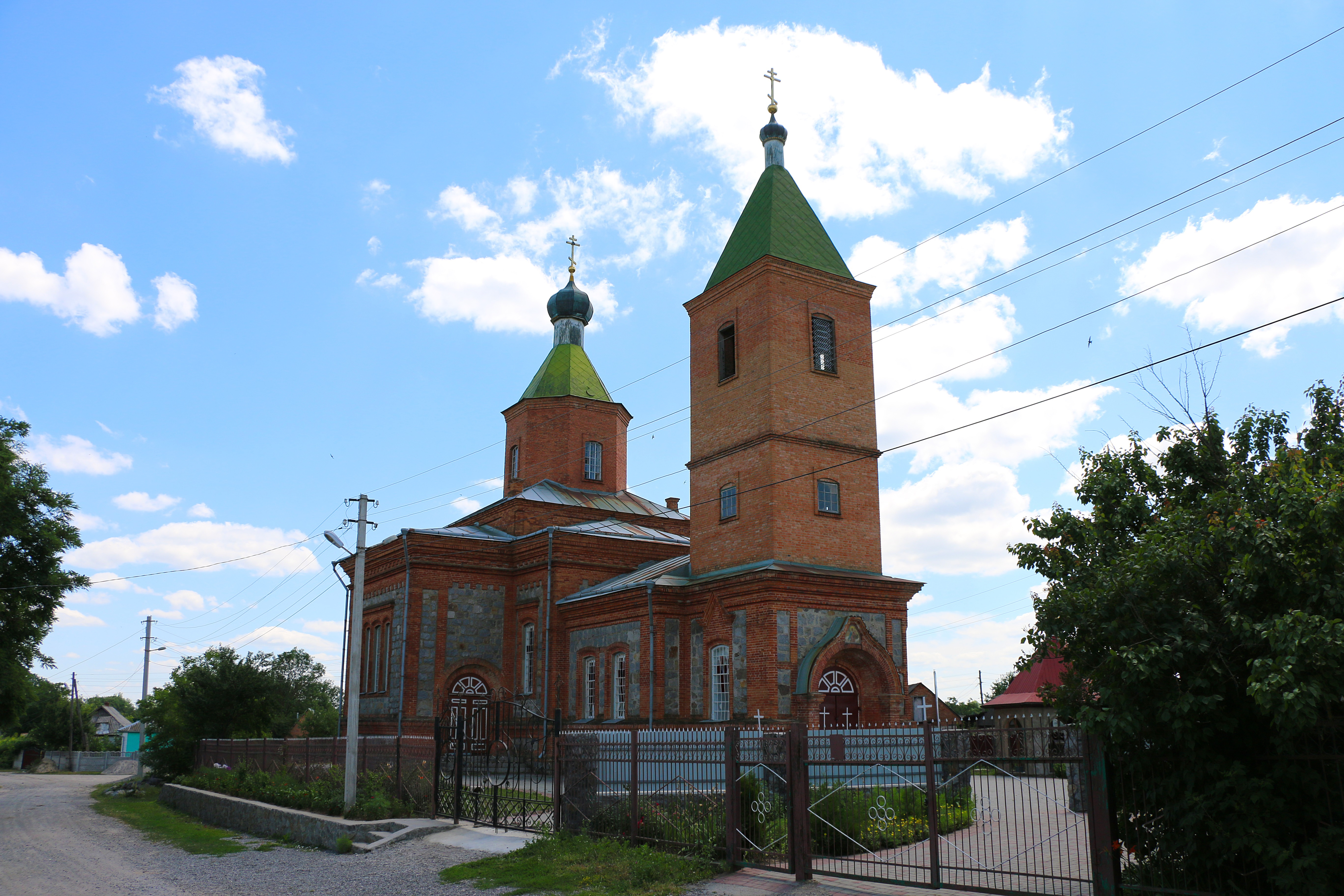
Церковь Иоанна Богослова

## Известные уроженцы
- Витомский, Фёдор Альбинович  (28.02.1906 — 20.12.1992) — кавалер ордена Славы трёх степеней[12].
- Исраэль Галили (1911—1986) — израильский политик, министр правительства и член Кнессета.
- Забаштанский, Владимир Емельянович (1940—2001) — украинский и советский поэт и переводчик. Лауреат Государственной премии УССР им. Т.Шевченко.
- Новицкий, Михаил Валентинович (род. в 1963)  — российский актёр, музыкант, эколог, писатель, общественный деятель, художник.

Надежда Филаретовна Фонн-Мекк, жена известного инженера.
Некоторое время здесь жил и творил великий композитор П. И. Чайковский. Именно в Браилове он написал свою первую оркестровую сюиту, оперу «Орлеанская дева», пьесы для скрипки и свои знаменитые романсы «Средь шумного бала» и «То было ранней весною».